# Théophile Gide
Pour les articles homonymes, voir Gide.
Théophile Gide, né le 15 mars 1822 à Paris et mort le 29 novembre 1890 dans la même ville, est un peintre français.

## Biographie
François Théophile Étienne Gide naît le 15 mars 1822 à Paris.
Entré à l'école des Beaux-Arts le 1er octobre 1840, il se forme sous la direction de Paul Delaroche et de Léon Cogniet.
Il se consacre spécialement à la peinture d'histoire, sans négliger la peinture de genre ainsi que celle des sujets religieux, et se fait une position brillante dans le monde des arts. C'est un artiste habile, sans grande originalité, mais dont les sujets sont bien composés et dont le coloris est agréable.
Après avoir débuté au Salon de Paris avec une toile ayant pour sujet : La chute des feuilles, il expose un Retour du marché, costumes des Pyrénées, et exécute un tableau pour la chapelle de Saint-Etienne à l'église Saint-Roch. Puis, il produit successivement : Messe dans une église des Pyrénées ; Le jugement de Cinq-Mars et de Thou (Exposition universelle de 1855); Résurrection du fils de la veuve de Naïm (1857); Louis XI et Quentin Durward ; Italienne; Messe dans la campagne, aux environs de Naples (1859); Le récit; Épisode de la jeunesse de Lesucur; La récréation au couvent (1861);  Sully quittant la cour de Louis XIII, donné au musée d'Angers; Les femmes à la fontaine, dans les Pyrénées; Neuvaine à la madone (1863); Chanteurs napolitains; Les adieux au couvent, donnés au musée d'Amiens (1864); Une présentation; Moines à l'étude, toile placée au musée d'Alençon (1865);  Répétition d'une messe en musique, tableau acquis par le musée de Roubaix (1866); Visite de Sa Sainteté le Pape dans un couvent; La partie d'échecs (1867);  Le réfectoire de la Grande-Chartreuse, qui se trouve au musée de Nîmes; La dictée (1868); Chœur du couvent de Saint-Barthélémy, près de Nice (1869); L'école; Les derviches hurleurs de Scutari (1870); Une ambulance au couvent de Cimiès, à Nice; Terrasse du couvent de Saint-Barthélémy (1872);  Lesueur chez les Chartreux; Le cavalier galant (1873). Les Moines à l'étude et la Répétition d'une messe réapparaissent à l'Exposition universelle de 1867.
Il exécute une peinture décorative, Le Miracle des fleurs dans l'église Saint-Roch de Paris.
Théophile Gide obtient une médaille de 2e classe en 1861 et des médailles aux Salons de 1865 et de 1866. Le 15 août 1866 il obtient la croix de la Légion d'Honneur.
Il meurt le 29 novembre 1890 dans sa ville natale.